# Ronald Binge
Ronald Binge (Derby, 15 juli 1910 – Ringwood, 6 september 1979) was een Brits componist en arrangeur van salonmuziek. Hij is vooral bekend van de Elizabethan Serenade uit 1951.

## Biografie

### Jonge jaren
Binge werd geboren in een arbeidersklasse-omgeving in Derby. In zijn jonge jaren was hij filmorganist en werkte hij gedurende de zomer in kleine orkesten in Britse badplaatsen. Hier leerde hij het klavieraccordeon bespelen. Zijn vaardigheden als filmorganist kwamen hem goed van pas toen hij een plaats kreeg aangeboden in Annunzio Paolo Mantovani's eerste band, het Tipica Orchestra.
Tijdens de Tweede Wereldoorlog diende Binge in de Royal Air Force.

### Composities
Na de oorlog kreeg Binge van Mantovani een baan aangeboden als componist en arrangeur voor zijn nieuwe orkest. Binge was tijdens zijn leven vooral geïnteresseerd in de technische kanten van composities. Hij verkreeg bekendheid als uitvinder van de techniek genaamd "cascading strings". Hij ontwierp deze techniek om de echo in een groot gebouw zoals een kathedraal weer te kunnen geven. De techniek werd al snel op grote schaal toegepast in het easy-listeninggenre.
In 1951 werden de twee wereldwijd bekend met hun lied Charmaine. Datzelfde jaar kwam Binge ook met zijn bekendste nummer, de Elizabethan Serenade. Dit nummer werd oorspronkelijk gecomponeerd als titelmuziek voor de BBC-serie Music Tapestry. Ook het radiostation van de British Forces Network gebruikte het nummer. Het lied leverde Binge een Ivor Novello Award op. 
Een ander bekend nummer van Binge was Sailing By (1963), gecomponeerd als titelsong voor de Shipping Forecast van BBC Radio 4. Dit lied werd later van tekst voorzien en zo uitgebracht onder de titel Where the Gentle Stream Flows.

### Latere leven
In latere jaren hield Binge zich meer bezig met het componeren van originele muziekstukken en filmmuziek. Hij stierf op 69-jarige leeftijd aan leverkanker.

## Werken
- Charmaine
- Elizabethan Serenade
- Sailing By
- Miss Melanie
- Like Old Times
- The Watermill
- Vice Versa